# Willimantic
Willimantic is een plaats (census-designated place) in de Amerikaanse staat Connecticut, en valt bestuurlijk gezien onder Windham County.

## Demografie
Bij de volkstelling in 2000 werd het aantal inwoners vastgesteld op 15.823.

## Geografie
Volgens het United States Census Bureau beslaat de plaats een oppervlakte van
11,7 km², waarvan 11,4 km² land en 0,3 km² water. Willimantic ligt op ongeveer 84 m boven zeeniveau.

## Plaatsen in de nabije omgeving
De onderstaande figuur toont nabijgelegen 'incorporated' en 'census-designated' plaatsen in een straal van 24 km rond Willimantic.

## Geboren
- Chris Dodd (1944), politicus
- Jennifer Guthrie (1969), actrice

## Galerij

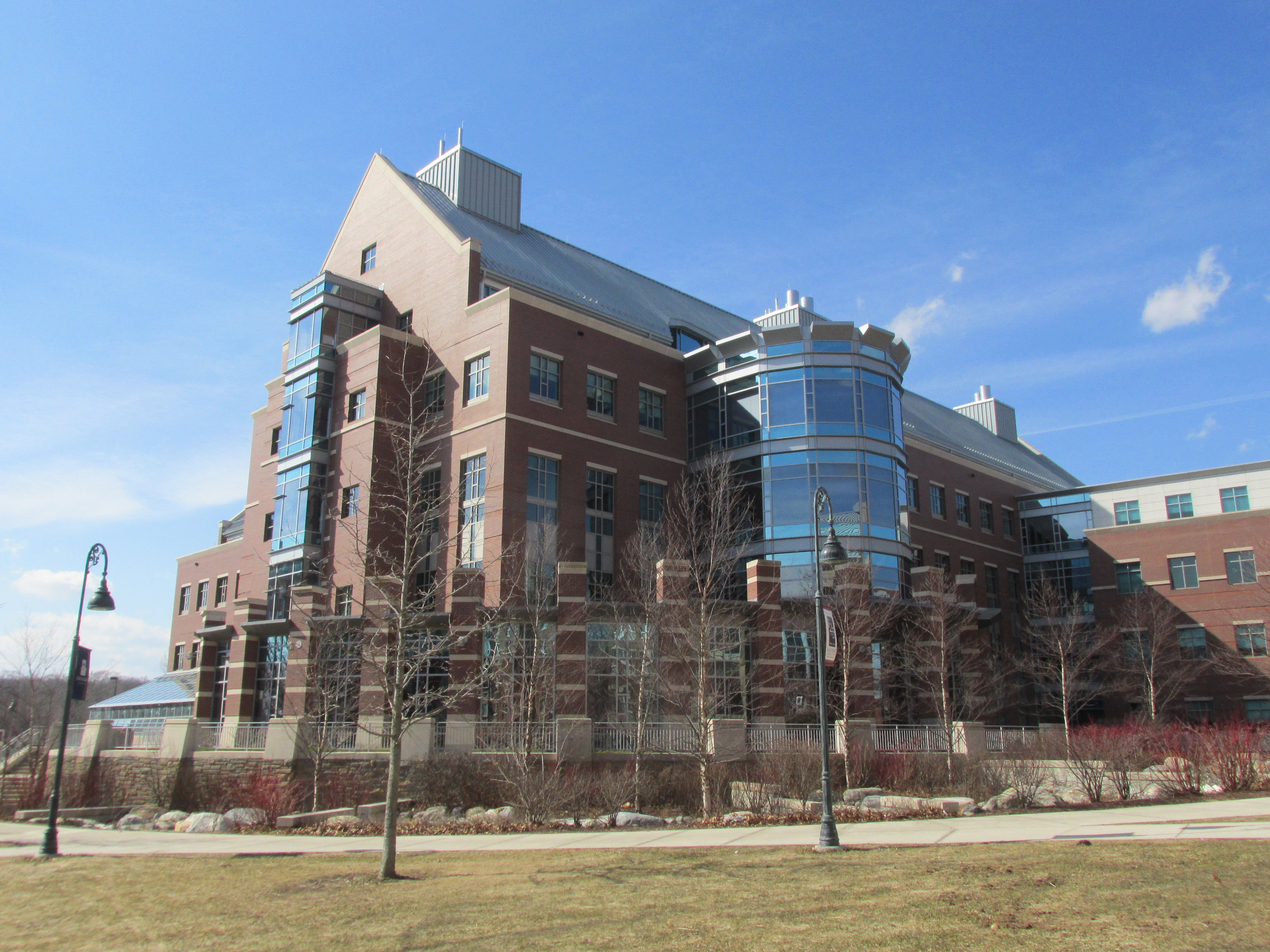
Science building in Willimantic